# Мирный (Жамбылская область)
Мирный (каз. Мирный) — село (до 2013 года — посёлок городского типа) в Мойынкумском районе Жамбылской области Казахстана. Административный центр Мирненской сельской администрации. Находится примерно в 84 км к северо-востоку от районного центра, села Мойынкум. Код КАТО — 315641100.

## Население
В 1999 году население посёлка составляло 1824 человека (878 мужчин и 946 женщин). По данным переписи 2009 года в посёлке проживал 841 человек (400 мужчин и 441 женщина).